# Sirystes sibilator
Sirystes sibilator là một loài chim trong họ Tyrannidae.